# Загорица (Топола)
Загорица је насеље у општини Топола, у Шумадијском округу, у Србији. Према попису из 2022. има 522 становника (према попису из 2011. било је 677 становника).

## Демографија
У насељу Загорица живи 629 пунолетних становника, а просечна старост становништва износи 44,0 година (42,4 код мушкараца и 45,6 код жена). У насељу има 201 домаћинство, а просечан број чланова по домаћинству је 3,81.
Ово насеље је великим делом насељено Србима (према попису из 2002. године), а у последња три пописа, примећен је пад у броју становника.
|  |

| Демографија | Демографија | Демографија |
| Година      | Становника  | Становника  |
| ----------- | ----------- | ----------- |
| 1948.       | 1.157       |             |
| 1953.       | 1.181       |             |
| 1961.       | 1.213       |             |
| 1971.       | 1.091       |             |
| 1981.       | 979         |             |
| 1991.       | 930         | 898         |
| 2002.       | 765         | 793         |
| 2011.       | 677         |             |
| 2022.       | 522         |             |

| Етнички састав према попису из 2002.‍ | Етнички састав према попису из 2002.‍ | Етнички састав према попису из 2002.‍ | Етнички састав према попису из 2002.‍ | Етнички састав према попису из 2002.‍ |
| ------------------------------------ | ------------------------------------ | ------------------------------------ | ------------------------------------ | ------------------------------------ |
|                                      |                                      |                                      |                                      |                                      |
| Срби                                 | Срби                                 |                                      | 764                                  | 99,86%                               |
| непознато                            | непознато                            |                                      | 0                                    | 0,0%                                 |

| Година пописа     | 1948. | 1953. | 1961. | 1971. | 1981. | 1991. | 2002. |
| ----------------- | ----- | ----- | ----- | ----- | ----- | ----- | ----- |
| Број домаћинстава | 248   | 244   | 262   | 253   | 242   | 218   | 201   |

| Број чланова      | 1  | 2  | 3  | 4  | 5  | 6  | 7  | 8 | 9 | 10 и више | Просек |
| ----------------- | -- | -- | -- | -- | -- | -- | -- | - | - | --------- | ------ |
| Број домаћинстава | 20 | 47 | 22 | 35 | 34 | 27 | 15 | 1 | 0 | 0         | 3,81   |

| Пол    | Укупно | Неожењен/Неудата | Ожењен/Удата | Удовац/Удовица | Разведен/Разведена | Непознато |
| ------ | ------ | ---------------- | ------------ | -------------- | ------------------ | --------- |
| Мушки  | 332    | 85               | 204          | 29             | 14                 | 0         |
| Женски | 328    | 43               | 204          | 77             | 4                  | 0         |
| УКУПНО | 660    | 128              | 408          | 106            | 18                 | 0         |

| Пол    | Укупно                    | Пољопривреда, лов и шумарство | Рибарство                            | Вађење руде и камена | Прерађивачка индустрија       |
| ------ | ------------------------- | ----------------------------- | ------------------------------------ | -------------------- | ----------------------------- |
| Мушки  | 218                       | 172                           | 0                                    | 1                    | 15                            |
| Женски | 126                       | 105                           | 0                                    | 0                    | 10                            |
| УКУПНО | 344                       | 277                           | 0                                    | 1                    | 25                            |
| Пол    | Производња и снабдевање   | Грађевинарство                | Трговина                             | Хотели и ресторани   | Саобраћај, складиштење и везе |
| Мушки  | 1                         | 2                             | 9                                    | 3                    | 5                             |
| Женски | 0                         | 0                             | 7                                    | 1                    | 0                             |
| УКУПНО | 1                         | 2                             | 16                                   | 4                    | 5                             |
| Пол    | Финансијско посредовање   | Некретнине                    | Државна управа и одбрана             | Образовање           | Здравствени и социјални рад   |
| Мушки  | 0                         | 2                             | 2                                    | 0                    | 0                             |
| Женски | 0                         | 0                             | 0                                    | 0                    | 0                             |
| УКУПНО | 0                         | 2                             | 2                                    | 0                    | 0                             |
| Пол    | Остале услужне активности | Приватна домаћинства          | Екстериторијалне организације и тела | Непознато            | Непознато                     |
| Мушки  | 4                         | 0                             | 0                                    | 2                    | 2                             |
| Женски | 0                         | 0                             | 0                                    | 3                    | 3                             |
| УКУПНО | 4                         | 0                             | 0                                    | 5                    | 5                             |